# Переслідування мусульман у М'янмі
Релігія в М'янмі (Перепис населення М'янми 2014)
Історія переслідувань мусульман у М'янмі триває й донині. М'янма — країна з буддистською більшістю, зі значними християнськими та мусульманськими меншинами. Хоча мусульмани служили в уряді прем'єр-міністра У Ну (1948-63), ситуація змінилася після бірманського державного перевороту 1962 року. Хоча деякі з них продовжували працювати не державній службі, більшість християн і мусульман були відсторонені від посад в уряді та армії. У 1982 році уряд запровадив правила, які відмовляли в громадянстві всім, хто не міг довести бірманське походження до 1823 року. Це позбавило громадянства багатьох мусульман у М'янмі, навіть якщо вони жили в М'янмі протягом кількох поколінь.
Рохінджа є великою мусульманською групою в М'янмі; рохінджа були однією з найбільш переслідуваних груп під час військового режиму М'янми, а качини, які переважно є баптистами США, були на другому місці. ООН заявляє, що рохінджа є однією з найбільш переслідуваних груп у світі. З 1948 року уряди, що змінювали один одного, провели 13 військових операцій проти рохінджа (у тому числі в 1975, 1978, 1989, 1991–92, 2002 роках). Під час операцій сили безпеки М'янми витіснили рохінджа з їхньої землі, спалили їхні мечеті та вчинили масові грабунки, підпали та зґвалтування мусульман рохінджа. Окрім цих військових набігів рохінджа зазнають частих крадіжок і здирництва з боку влади, а багато з них піддаються примусовій праці. У деяких випадках землі, зайняті мусульманами рохінджа, були конфісковані та передані місцевим буддистам.

## Історія
Мусульмани проживають у М'янмі (також відомій як Бірма) з XI століття нашої ери. Першим мусульманином, задокументованим в історії Бірми (записаним у «Хманнан Язавін» або «Хроніці Скляного палацу»), був Б'ят Ві під час правління Мон, короля Татона, приблизно в 1050 році нашої ери. Двох синів брата Б'ят Ві Б'ят Та, відомих як брати Шве Б'їн, стратили в дитинстві або через їхню ісламську віру, або через те, що вони відмовилися від примусової праці. У «Хроніці Скляного палацу» королів Бірми було записано, що їм більше не довіряли. Під час війни король Кіансітта послав мисливця як снайпера, щоб убити Нга Ямана Кан і Рахман Хана.

### Домодерне переслідування
Бірманський король Байннаунг (1550—1581 рр. нашої ери) наклав обмеження на своїх підданих-мусульман, але не фактичне переслідування. У 1559 році нашої ери, після завоювання Пегу (сучасний Баго), Байіннаунг заборонив ісламський ритуальний забій, тим самим заборонивши мусульманам споживати халяльну їжу з кіз і курей. Він також заборонив Курбан-Байрам і Курбан, вважаючи вбивство тварин в ім'я релігії жорстоким звичаєм.
У XVII столітті індійські мусульмани, що проживали в Аракані, були вбиті. Ці мусульмани оселилися з шахом Шуджею, який втік з Індії після поразки у війні за спадщину з Великими Моголами. Спочатку араканський пірат Сандатхудама (1652—1687 рр.), який був місцевим піратом Читтагонга і Аракана, дозволив оселитися Шуджі і його послідовникам. Але між Сандатудамою і Шуджею виникла суперечка, і Шуджа невдало спробував підняти повстання. Сандатудама вбив більшість послідовників Шуджі, хоча сам Шуджа уникнув різанини
Король Алуанпая (1752—1760) заборонив мусульманам здійснювати ритуальний забій худоби.
Король Бодапая (1782—1819) заарештував чотирьох видатних бірманських мусульманських імамів із М'єду та вбив їх у Аві, столиці, після того, як вони відмовилися їсти свинину. За версією мусульман М'єду та мусульман Бірми, Бодавпая пізніше вибачився за вбивства та визнав імамів святими.

### Британське правління
У 1921 році чисельність мусульман у Бірмі становила близько 500 тис. Під час британського правління бірманські мусульмани вважалися «індійцями», оскільки більшість індійців, що проживали в Бірмі, були мусульманами, хоча бірманські мусульмани відрізнялися від індійських мусульман. Таким чином, бірманські мусульмани, індійські мусульмани та індійські індуси були спільно відомі як «кала».
Після Першої світової війни відбулося сплеск антиіндійських настроїв. Причин антиіндійських і антимусульманських настроїв у Бірмі було кілька. Так, свого часу в Індії багато буддистів переслідувалося імперією Великих Моголів. Існувала значна конкуренція за роботу між індійськими мігрантами, які були готові виконувати неприємну роботу за низький дохід, і корінними бірманцями. Велика депресія посилила цю конкуренцію, загостривши антиіндіанські настрої.
22 травня 1930 року антиіндіанські заворушення були спровоковані робочою проблемою в порту Янгон. Після страйку індійських робітників порту британська фірма Stevedores спробувала зірвати страйк, найнявши бірманських робітників. Stevedores та індійські робітники досягли угоди 26 травня, і індійці повернулися до роботи. Тоді Stevedores звільнила нещодавно найнятих бірманських робітників. Бірманські робітники звинуватили індійських робітників у втраті роботи, і спалахнули бунти. У порту щонайменше 200 індійських робітників були вбиті та скинуті в річку. Ще 2 тисячі отримали поранення. За статтею 144 Кримінально-процесуального кодексу, влада відкрила вогонь по озброєних учасників заворушень, які відмовилися скласти зброю. Заворушення швидко поширилися по всій Бірмі, націлившись на індійців і мусульман.
У 1938 році в Бірмі знову спалахнули антимусульманські заворушення. Моше Єгар пише, що заворушення були роздмухані антибританськими та націоналістичними настроями, але були замасковані під антимусульманські, щоб не спровокувати відповідь британців. Британський уряд відреагував на заворушення та демонстрації. Агітацію проти мусульман і англійців вели бірманські газети.
Інші заворушення почалися після бійки на ринку між індійцями та бірманцями. Під час кампанії «Бірма для бірманців» у мусульманському районі Сурті Базар відбулася жорстока демонстрація. Коли поліція, яка була етнічною індійською, намагалася розігнати демонстрацію, були поранені троє ченців. Зображення поранень монахів поліцейськими етнічних індійців поширювали бірманські газети, спровокувавши заворушення. Мусульманське майно, включаючи магазини та будинки, було розграбовано. За офіційними даними, загинули 204 мусульмани, понад 1000 отримали поранення. Було пошкоджено 113 мечетей.
22 вересня 1938 року британський губернатор створив слідчий комітет для розслідування заворушень. Визначено, що причиною невдоволення стало погіршення соціально-політичного та економічного становища бірманців. Сам звіт був використаний бірманськими газетами для розпалювання міжконфесійної ворожнечі.

### Японська окупація
Панглонг, китайське мусульманське місто в Британській Бірмі, було повністю зруйноване японськими загарбниками під час японського вторгнення в Бірму. Хуейцзу Ма Гуангуй став лідером гвардії самооборони Хуей Панлун, створеної Су, якого уряд Гоміндана Китайської Республіки направив для боротьби проти японського вторгнення в Панлун у 1942 році. Панглонг був зруйнований японцями, витіснивши понад 200 домогосподарств Хуей і спричинивши приплив біженців Хуей до Юньнань і Кокан. Одним із племінників Ма Гуангуя був Ма Єйе, син Ма Гуанхуа, і він розповів історію Панглона, яка включала японську атаку. Розповідь про японську атаку на Хуей у Панглонгу була написана та опублікована в 1998 році Хуей з Панлонга під назвою «Буклет Панлонг». Напад Японії в Бірмі змусив сім'ю Хуей Му шукати притулку в Панглонзі, але коли японці напали на Панглонг, вони були знову вигнані з Панглонгу в Юньнань.
Під час Другої світової війни японці легко проходили через території під контролем рохінджа. Японці перемогли рохінджа, і 40 000 рохінджа зрештою втекли до Читтагонгу після неодноразових масових вбивств бірманськими та японськими військами.

### Мусульмани під керівництвом генерала Не Віна
Коли в 1962 році до влади прийшов генерал У Не Він, статус мусульман змінився. Наприклад, мусульман вигнали з армії. Мусульманські громади, які відокремилися від буддистської більшості, зіткнулися з більшими труднощами, ніж ті, які інтегрувалися, потенційно втративши дотримання ісламських законів.

### 1997 Мандалайські заворушення
Напруга між буддистами і мусульманами зросла під час реставрації статуї Будди. Бронзова статуя Будди в пагоді Маха Муні, що походить з Аракану, привезена до Мандалая королем Бодаупаєю в 1784 році, була відреставрована владою. Статуя Махам'ят Муні була розбита, залишивши зяючу діру в статуї, і загалом вважалося, що режим шукає Падам'я М'єтшин, легендарний рубін, який гарантує перемогу у війні тим, хто ним володіє.
16 березня 1997 року в Мандалаї натовп з 1 000-1 500 буддійських ченців та інших осіб вигукував антимусульманські гасла, нападаючи на мечеті, крамниці та транспортні засоби, що знаходилися поблизу мечетей, з метою їхнього знищення. Мародерство, спалення релігійних книг, акти святотатства і вандалізм щодо закладів, які належать мусульманам, також були поширені. Щонайменше троє людей було вбито і близько 100 монахів заарештовано. Заворушення в Мандалаї нібито почалися після повідомлень про спробу зґвалтування дівчини мусульманськими чоловіками. Буддійське молодіжне крило М'янми стверджує, що офіційні особи вигадали історію про зґвалтування, щоб приховати протести проти смерті 16 монахів під вартою. Військові спростували заяву молоді, заявивши, що заворушення були політично мотивованою спробою зупинити вступ М'янми до АСЕАН.
Напади буддійських ченців поширилися на тодішню столицю М'янми Рангун, а також на центральні міста Пегу, Проме і Тунгу. Тільки в Мандалаї було зруйновано 18 мечетей, а підприємства та майно, що належали мусульманам, розгромлено. Примірники Корану були спалені. Військова хунта, що правила М'янмою, закрила очі на заворушення, оскільки сотні ченців не зупинили розграбування мечетей.

### Антимусульманські заворушення 2001 року в Таунгу
У 2001 році монахи широко розповсюджували антимусульманські памфлети, зокрема «Страх втратити расу». Багато мусульман вважають, що це загострило антимусульманські настрої, які були спровоковані знищенням статуї Будди Баміану в Афганістані. 15 травня 2001 року антимусульманські заворушення спалахнули в Таунгу, округ Пегу, в результаті чого загинуло близько 200 мусульман, було зруйновано 11 мечетей і підпалено понад 400 будинків. 15 травня, в перший день антимусульманських повстань, близько 20 мусульман, які молилися в мечеті Хан Тха, були вбиті, а деякі були побиті до смерті силами прохунти. 17 травня генерал-лейтенант Він М'їнт, секретар №. 3 Державної ради миру та розвитку (SPDC) і заступник міністра внутрішніх справ і релігій, прибули в Таунгу, і там було введено комендантську годину до 12 липня 2001 року. Буддистські ченці вимагали знищити стародавню мечеть Хан Тха в Таунгу як помсту за руйнування в Баміані. 18 травня мечеть Хан Тха і мечеть залізничного вокзалу Таунгу були зрівняні з землею бульдозерами, які належали хунті SPDC. Станом на травень 2002 року мечеті в Таунгу залишалися закритими. Мусульмани були змушені молитися вдома. Місцеві мусульманські лідери скаржаться, що їх все ще переслідують. Після насильства багато місцевих мусульман переїхали з Таунгу до сусідніх міст і аж до Янгона. Після двох днів насильства військові втрутилися, і насильство негайно припинилося.

### Заворушення в штаті Ракхайн у 2012 році
З червня 2012 року щонайменше 166 мусульман і Ракхайну були вбиті в результаті релігійного насильства в штаті.

### 2013 Антимусульманські заворушення в М'янмі
З березня 2013 року в різних містах центральної та східної М'янми спалахують заворушення. Насильство збіглося зі зростанням Руху 969, який є буддистським націоналістичним рухом проти напливу ісламу в традиційно буддистську М'янму. На чолі з Саядо У Віратху «969» стверджував, що він/вони не провокують нападів на мусульманські громади, хоча деякі люди називали його буддистом бін Ладеном. У відкритому листі У Вірату стверджує, що під час інтерв'ю для журналу TIME він ставився до журналістки Ганни Біч і фотографа з гостинністю, і що він «міг побачити обман і розпізнати його солодкі слова заради всіх людей». У листі він стверджує, що з повагою ставиться до західних медіа, але репортер TIME неправильно витлумачив його мирні наміри. «Моя проповідь не палає ненавистю, як ви кажете», — каже У Вірату у своєму відкритому листі до Біча. Далі він каже, що «пробачить непорозуміння», якщо вона погодиться виступити зі спростуванням статті. Однак більшість його публічних виступів зосереджені на відплаті мусульманам за вторгнення в країну.
Майкл Джеррісон, автор кількох книг, у яких різко критикуються традиційні миролюбні уявлення буддизму, заявив, що «Бірманські буддистські монахи, можливо, не були ініціаторами насильства, але вони осідлали хвилю та почали підбурювати ще більше. Хоча ідеали буддійських канонічних текстів сприяти миру та пацифізму, розбіжності між реальністю та заповідями легко процвітають у часи соціальної, політична та економічна незахищеність, як-от поточний перехід М'янми до демократії».

### Заворушення в Мандалаї 2014 року
У липні у Facebook з'явилося повідомлення про зґвалтування жінки-буддистки, ймовірно, мусульманином. У відповідь розлючений, мстивий натовп із 300 осіб почав кидати каміння та цеглу в чайний кіоск. Натовп продовжував нападати на мусульманські магазини та транспортні засоби та вигукував гасла в мусульманських житлових районах. Загинули двоє чоловіків — один буддист і один мусульманин. Близько десятка людей отримали поранення. 3 липня було введено комендантську годину.

### 2015 масовий вихід

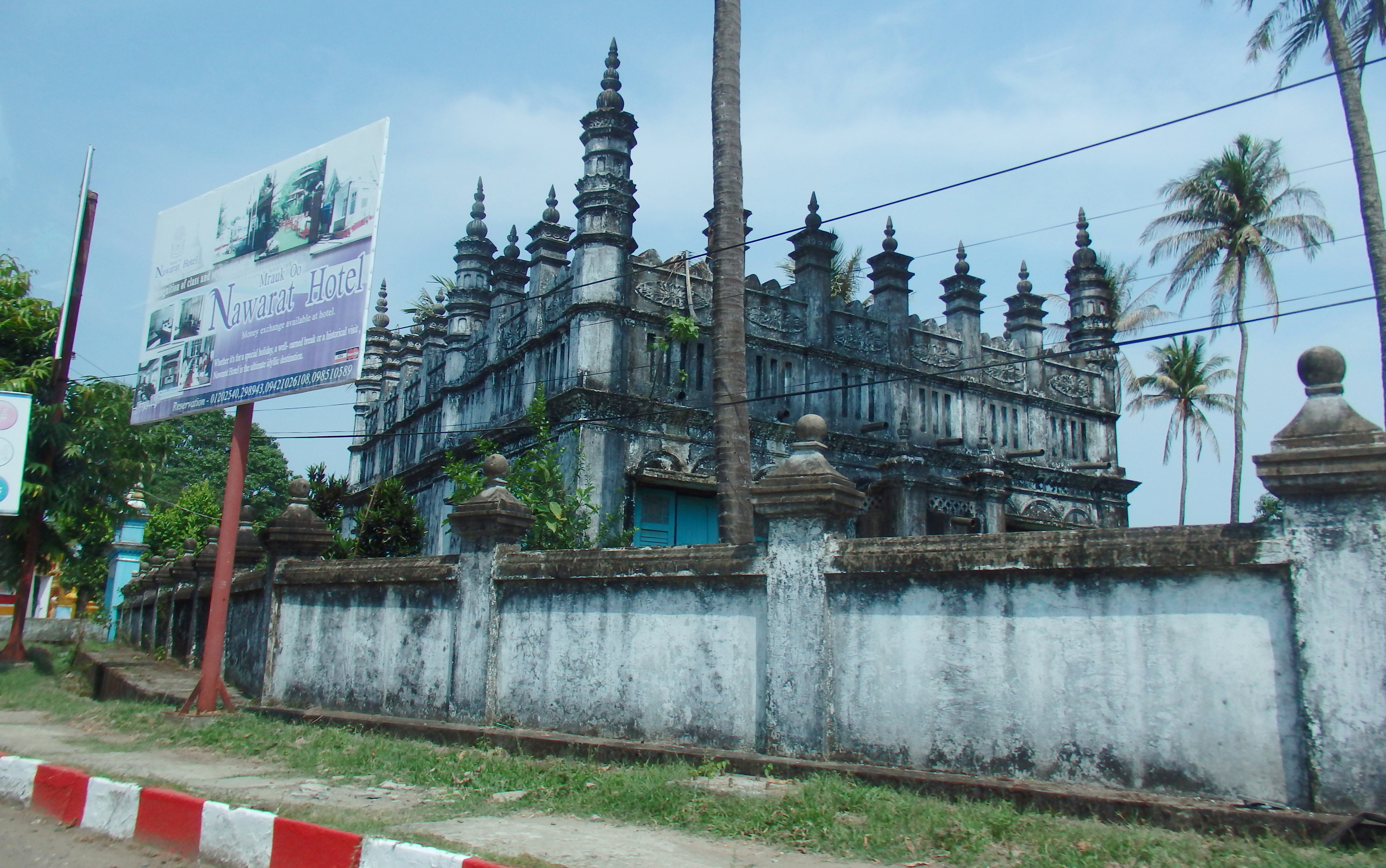
Нещодавно закрита мечеть у Сіттве у травні 2015 року

У 2015 році сотні тисяч рохінджа в М'янмі та Бангладеш втекли від релігійних переслідувань і постійних порушень основних прав у своїх рідних країнах на човнах, часто через раніше існуючі контрабандні маршрути у водах Південно-Східної Азії. Багато рохінджа втекли до Індонезії та Малайзії, які зайняли позицію, відкриту для прийняття біженців рохінджа, які все ще перебували в морі в середині травня.

### 2016: Підпали мечетей
У червні натовп зруйнував мечеть в регіоні Баго, близько 60 км на північний схід від столиці Янгон.
У липні повідомлялося, що поліція охороняла село Хпакант у штаті Качін, не зумівши зупинити буддистів підпалити мечеть. Незабаром після цього група чоловіків зруйнувала мечеть у центрі М'янми через суперечку щодо її будівництва.

### 2016: Переслідування рохінджа

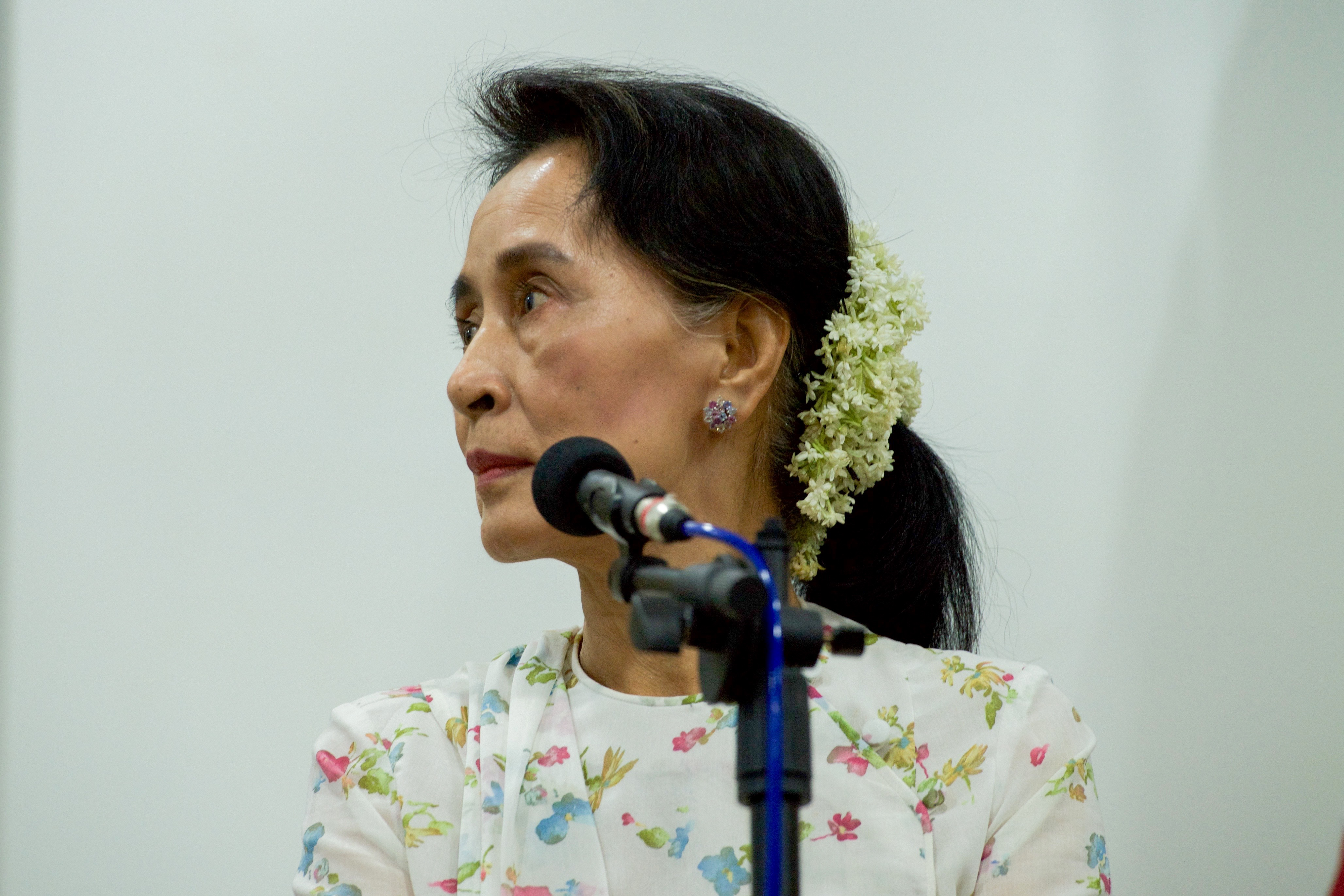
Лідер М'янми Аун Сан Су Чжі в 2016 році

Наприкінці 2016 року збройні сили М'янми та екстремісти-буддисти розпочали серйозні репресії проти мусульман рохінджа в західному регіоні країни (штат Ракхайн). Проте ці репресії були реакцією на напади мусульман рохінджа на поліцейських і призвели до широкомасштабних порушень прав людини з боку сил безпеки, включаючи позасудові вбивства, групові зґвалтування, підпали та інші жорстокості. Військові репресії проти рохінджа проти рохінджа зазнали критики з боку ООН, правозахисну групу Amnesty International, Державний департамент США та уряд Малайзії. Фактичну главу уряду Аун Сан Су Чжі особливо критикували за її бездіяльність і мовчання з цього питання, а також за те, що вона не робить багато для запобігання військовим зловживанням.

### 2017 – дотепер: геноцид рохінджа
У серпні 2018 року дослідження показало, що понад 240 рохінджа були вбиті військовими М'янми та місцевими буддистами у відплату буддистам, убитим 25 серпня 2017 року. Дослідження також підрахувало, що понад 18 000 жінок і дівчат-рохінджа були зґвалтовані, 116 000 рохінджа були побиті, 36 000 рохінджа були кинуті у вогонь, спалили і знищили 354 села рохінджа в штаті Ракхайні пограбували багато будинків рохінджа, вчинили масові групові зґвалтування та інші форми сексуального насильства проти мусульманських жінок і дівчат рохінджа. Військові дії також витіснили велику кількість людей рохінджа та зробили їх біженцями. Згідно зі звітами ООН, станом на січень 2018 року майже 690 000 осіб рохінджа втекли або були вигнані зі штату Ракхайн, а потім знайшли притулок у сусідньому Бангладеш як біженці. У грудні двох журналістів Reuters, які висвітлювали подію різанини в Інн-Діні, заарештували й ув'язнили.

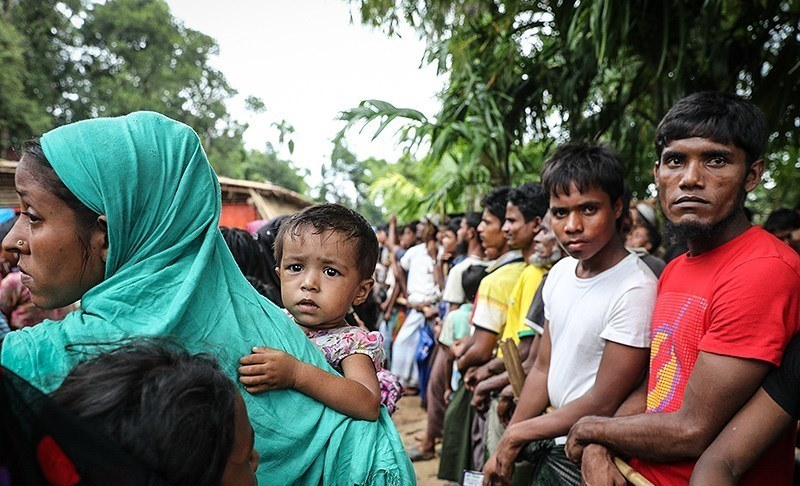
Біженці рохінджа в Бангладеш у жовтні 2017 року

Переслідування мусульман рохінджа у 2017 році було названо етнічною чисткою та геноцидом. Прем'єр-міністр Великої Британії Тереза Мей і держсекретар США Рекс Тіллерсон назвали це «етнічною чисткою», а президент Франції Еммануель Макрон назвав ситуацію «геноцидом». Організація Об'єднаних Націй назвала переслідування «хрестоматійним прикладом етнічної чистки». Наприкінці вересня того ж року комісія з семи членів італійської групи «Постійного народного трибуналу» визнала військових М'янми та владу М'янми винними у злочині геноциду проти груп меншин рохінджа та качинів. Лідера М'янми та державного радника Аун Сан Су Чжі знову розкритикували за її мовчання щодо цього питання та за підтримку військових дій. Згодом, у листопаді 2017 року, уряди Бангладеш і М'янми підписали угоду про полегшення повернення біженців рохінджа до їхнього рідного штату Ракхайн протягом двох місяців, що викликало неоднозначну реакцію з боку міжнародних глядачів.
10 вересня 2017 року натовп буддистів під час етнічної напруги напав на будинок мусульманського м'ясника в Таунгдвінгі регіону Магвей. Натовп також пройшов до мечеті, перш ніж їх розігнала поліція.

## Порушення прав людини проти рохінджа

### Фон

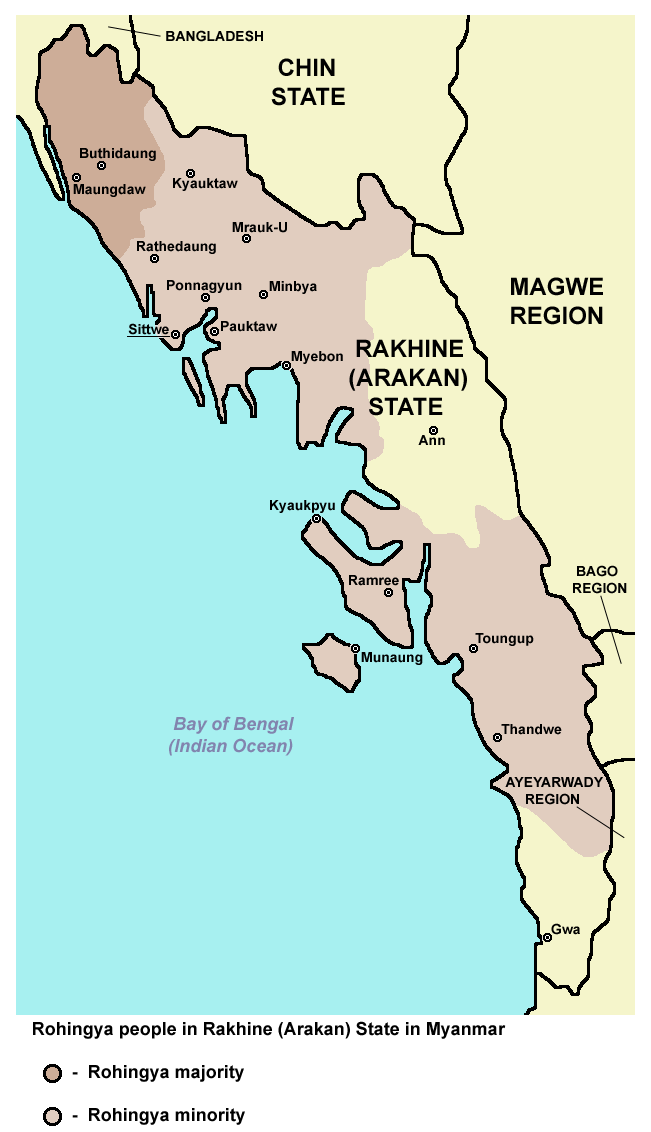
Рохінджа в штаті Ракхайн

За даними Amnesty International, мусульманська етнічна група рохінджа продовжувала страждати від порушень прав людини під час бірманської хунти з 1978 року, і в результаті багато хто втік до сусіднього Бангладеш. Однак реальність така, що етнічна група рохінджа зазнавала утисків протягом багатьох років до 1978 року, хоча, можливо, не настільки значно. Вони жили в М'янмі століттями, але напруженість у відносинах з більшістю буддистів у М'янмі спричинила дискримінацію та переслідування. Випадки зґвалтувань, тортур, свавільних затримань і насильства щодо рохінджа є звичним явищем, причому багато випадків залишаються непоміченими, оскільки правоохоронці закривають на це очі. Це не лише місцеве населення, а й самі органи влади та правоохоронні органи. Напруженість посилилася в 2012 році, коли трьох мусульман-рохінджа було засуджено за зґвалтування місцевої жінки-буддистки Ракхайн, що призвело до заворушень у штаті Ракхайн у 2012 році. Зараз у М'янмі проживає понад мільйон рохінджа, однак системне пригнічення призвело до зростання міграції. Лише на початку 2015 року близько 25 000 шукачів притулку, серед яких рохінджа та бангладешці, покинули штат Ракхайн, щоб шукати притулку в сусідніх країнах. Окрім Бангладеш, більшість шукачів притулку також вирушили до інших країн Південно-Східної Азії, таких як Таїланд, а також до Малайзії та Індонезії, які є переважно мусульманськими країнами. Масові втечі через переслідування та масове насильство, такі як у 2012 році, траплялися й раніше в 1978 та 1992 роках, коли багато біжачих народів рохінджа були маргіналізовані та виключені з приймаючих держав. Їх часто не визнають і не захищають як біженців, і в результаті вони живуть у крайній бідності, змушені вдаватися до нелегальної роботи та є вразливими до експлуатації.

### Правова база
Після того, як був прийнятий закон про громадянство Бірми (Закон про громадянство 1982 року) народу рохінджа було відмовлено в громадянстві Бірми. Уряд М'янми стверджує, що рохінджа є нелегальними іммігрантами, які прибули в британську колоніальну еру і спочатку були бенгальцями. Рохінджа, яким дозволено залишатися в М'янмі, вважаються не громадянами, а «іноземцями-резидентами». Їм заборонено подорожувати без офіційного дозволу, і раніше вони повинні були підписати зобов'язання не мати більше двох дітей, хоча закон не суворо дотримувався. Багато дітей рохінджа не можуть мати реєстрацію народження, що робить їх особами без громадянства з моменту народження. У 1995 році уряд М'янми відповів на тиск ООН з прав людини, видавши рохінджа основні ідентифікаційні картки, у яких не вказано місце народження. Без належної ідентифікації та документів етнічна група рохінджа офіційно є особами без громадянства, не мають державного захисту, і їхнє пересування суворо обмежене. У результаті вони змушені жити в таборах скваттерів і нетрях.

### Міжнародні конвенції
М'янма, також відома як Бірма в той час, була однією з 48 країн, які проголосували за прийняття Загальної декларації прав людини (ЗДПЛ) Генеральною Асамблеєю ООН у 1948 році. Стаття 2 ВДПЛ зазначає, що «Кожна людина повинна мати всі права і всі свободи, проголошені цією Декларацією, незалежно від будь-якої ознаки, як то раси, кольору шкіри, статі, мови, релігії, політичних чи інших переконань, національного чи соціального походження, майнового, станового або іншого становища». Крім того, стаття 5 ВДПЛ говорить, що «Ніхто не може бути підданий тортурам або жорстокому, нелюдському або такому, що принижує гідність, поводженню чи покаранню». Однак Конвенція ООН проти тортур, яка спрямована на запобігання тортурам та іншим актам жорстокого, нелюдського або такого, що принижує гідність, поводження чи покарання в усьому світі, станом на 2016 рік не була підписана та не ратифікована М'янмою. Крім того, М'янма також не є учасником Конвенції про статус осіб без громадянства, метою якої є захист осіб без громадянства, або Міжнародного пакту про громадянські та політичні права (МПГПП), яка має на меті забезпечити дотримання державами громадянських і політичних прав людини, які включають, але не обмежуються правом на життя та свободу віросповідання.
Зважаючи на це, 2 липня М'янма ратифікувала низку міжнародних договорів або приєдналася до них, а саме Конвенцію про ліквідацію всіх форм дискримінації щодо жінок (CEDAW) і Конвенцію про права дитини (UNCRC) 1997 р. та 15 липня 1991 р. відповідно. За останні роки спостерігаються повільні, але позитивні зміни. Наприклад, 16 липня М'янма підписала (але не ратифікувала) Міжнародний пакт про економічні, соціальні та культурні права (МПЕСКП), який захищає право на освіту, право на здоров'я та право на достатній рівень життя від 16 липня 2015 року.

### Універсальний періодичний огляд
Універсальний періодичний огляд (УПО) — механізм Організації Об'єднаних Націй (ООН), який переглядає дотримання прав людини в усіх державах-членах ООН. Це унікальний процес, який здійснюється Радою з прав людини, який дозволяє кожній державі визнати ключові сфери прав людини, в яких досягнуто прогресу в країні, а також визначити подальші кроки та зусилля, які будуть вжиті для задоволення їх міжнародної політики. зобов'язання. Як член ООН М'янма зобов'язана брати участь у процесі УПО. 23 грудня 2015 року у звіті Робочої групи з УПО щодо М'янми розглянуто поточну ситуацію з правами людини в М'янмі та зазначено, що уряд М'янми досяг позитивних успіхів у політичних, адміністративних, соціальних і судових реформах. Незважаючи на це, багато держав, таких як Швеція, Швейцарія, Туреччина, Сполучене Королівство, висловили занепокоєння з приводу, серед іншого, порушень прав людини щодо народу рохінджа, оскільки в цій сфері ще є багато можливостей для покращення. Наприклад, Бахрейн висловив занепокоєння щодо етнічного очищення та дискримінації мусульман рохінджа в штаті Ракхайн. У звіті також зазначається, що закон про захист етнічних прав 2015 року розширить права всіх етнічних меншин у М'янмі. Однак уряд М'янми підтвердив свою позицію, що в М'янмі не існує спільноти меншин під назвою «рохінджа». Проте, наслідки насильства в штаті Ракхайн у 2012 році призвели до формування комісії з розслідування, яка рекомендувала створити центральний комітет для забезпечення стабільності та розвитку. З тих пір уряд надав гуманітарний доступ, наприклад їжу, воду та освітні послуги, для переміщених осіб у штаті Ракхайн. Крім того, запущено проект верифікації громадянства, завдяки якому громадянство отримали 900 переселенців. Доповідь завершується різними рекомендаціями держав-членів, причому багато держав пропонували М'янмі ратифікувати інші основні договори з прав людини, учасником яких вона не є, і посилити свої міжнародні зобов'язання щодо народу рохінджа.

### Порушення прав людини
Незважаючи на прихильність М'янми до деяких міжнародних конвенцій, її внутрішні закони суворо пригнічують різні групи меншин, особливо рохінджа. Закон про громадянство 1982 року є системною дискримінацією на політичному рівні з боку уряду М'янми, який відкрито відмовляє рохінджа в доступі до основних прав людини, таких як доступ до освіти, працевлаштування, шлюбу, репродукції та свободи пересування. Рохінджа також піддаються звичайній примусовій праці. Як правило, чоловікові рохінджа доведеться відмовлятися від одного дня на тиждень для роботи над військовими чи державними проектами та однієї ночі для чергування на варті. Рохінджа також втратили багато орних земель, які були конфісковані військовими, щоб передати буддистським поселенцям з інших місць М'янми. Пересування народу рохінджа суворо обмежено лише кількома навколишніми районами, і навіть у цьому випадку потрібна перепустка. Якщо вони подорожують без дозволу або перевищують час, указаний у їх проїзному квиток, вони можуть бути притягнуті до відповідальності і навіть можуть отримати тюремне ув'язнення. Крім того, їм буде відмовлено у в'їзді назад у своє село, і вони будуть змушені жити окремо від сім'ї. Навіть у надзвичайних ситуаціях їм доводиться звертатися за проїзною карткою, що є серйозним порушенням права на свободу пересування.
Якість освіти та охорони здоров'я в штаті Ракхайн є нерозвиненою і неадекватною порівняно з іншими частинами М'янми. Незважаючи на це, рохінджа вкрай бракує базового доступу до цих послуг, а міжнародним гуманітарним організаціям заборонено навчати мусульманських медичних працівників. Як наслідок, рівень охорони здоров'я є вкрай низьким, а рівень неписьменності серед рохінджа є високим і оцінюється у 80 %.
Зростає занепокоєння щодо того, що в М'янмі відбувається геноцид рохінджа. Дослідження, проведене вченими Єльської юридичної школи, виявило емпіричні докази того, що рохінджа історично страждали від серйозних і постійних порушень прав людини, і останніми роками такі дії почастішали. З 2012 року умови життя та порушення прав людини погіршилися через повідомлення про обезголовлювання, ножові поранення, вбивства, побиття, масові арешти та спалення сіл та околиць, однак уряд М'янми все ще не забезпечує справедливості та відповідальності, таким чином представляючи неспроможність державного захисту.
Станом на 2005 рік УВКБ ООН допомагало в репатріації рохінджа з Бангладеш, але звинувачення в порушеннях прав людини в таборах для біженців поставили під загрозу ці зусилля. Незважаючи на попередні зусилля ООН, переважна більшість біженців рохінджа залишилися в Бангладеш, не маючи можливості повернутися через режим у М'янмі. Тепер вони стикаються з проблемами в Бангладеш, де не отримують підтримки від уряду. Відсутність підтримки з боку уряду Бангладеш, а також порушення прав людини в таборах для біженців Бангладеш змусили багатьох шукачів притулку ризикувати своїм життям і вирушати далі на південь до інших країн Південно-Східної Азії. Масовий вихід у 2015 році призвів до міжнародної гуманітарної кризи через навмисну відмову та ймовірну нездатність приймаючих держав у Південно-Східній Азії прийняти величезну кількість шукачів притулку. Більшість із них також є жертвами торгівлі людьми організованими злочинними групами, що діють у Таїланді та Малайзії. Ці торговці людьми користуються відчаєм шукачів притулку, експлуатуючи їх за гроші, причому багатьох їхніх жертв б'ють, продають або вбивають, якщо вони або їхні сім'ї не виконують їхніх вимог. Криза з біженцями рохінджа 2015 року підкреслила недоліки спільноти АСЕАН у реагуванні на гуманітарні кризи, оскільки реакція з боку цих країн була неадекватною та із запізненням.

Порушення прав людини щодо рохінджа відбуваються не лише в М'янмі та Бангладеш. Статус рохінджа не визнається в більшості країн Південно-Східної Азії. Хоча в таких країнах, як Малайзія і Таїланд, вони не зазнають таких переслідувань, як у М'янмі, вони піддаються соціальній ізоляції і бідності. Приблизно 111 000 біженців розміщені в дев'яти таборах уздовж тайсько-м'янманського кордону. Були звинувачення в тому, що групи біженців були вивезені і відбуксировані у відкрите море з Таїланду і залишені там. У лютому 2009 року з'явилися свідчення того, що тайська армія відбуксирувала в море човен з 190 біженцями рохінджа. Група біженців, врятованих індонезійською владою також у лютому 2009 року, розповіла жахливі історії про те, як їх схопили і побили тайські військові, а потім кинули у відкритому морі. Наприкінці лютого з'явилися повідомлення про те, що групу з п'яти човнів відбуксирували у відкрите море, з яких чотири човни потонули під час шторму, а один прибило до берега. 12 лютого 2009 року прем'єр-міністр Таїланду Абхісіт Ветчаджіва заявив, що були «декілька випадків», коли етнічна група рохінджа була витіснена у море.
«Є спроби, я думаю, відпустити цих людей на інші береги. […] коли така практика має місце, це робиться з розумінням того, що є достатньо їжі та води. […] Незрозуміло, чия це робота […], але якщо я маю докази, хто саме це зробив, я притягну їх до відповідальності».
У жовтні 2015 року відділ розслідувань Аль-Джазіри виявив те, що є переконливим доказом геноциду, скоординованого урядом М'янми проти народу рохінджа. На основі багатьох доказів розслідування дійшло висновку, що агенти уряду М'янми причетні до антимусульманських заворушень. Офіційний військовий документ показує використання кількох способів, включаючи мову ненависті та найм бандитів для розпалювання ненависті. Під час розслідування підкреслювалося, що у випадку з рохінджа та штатом Ракхайн, який може бути визнаний злочином геноциду, кілька найвпливовіших людей у країні повинні бути обґрунтовано об'єктом міжнародного розслідування цієї ситуації в штаті Ракхайн.

### Переслідування та масовий вихід рохінджа у 2017 році

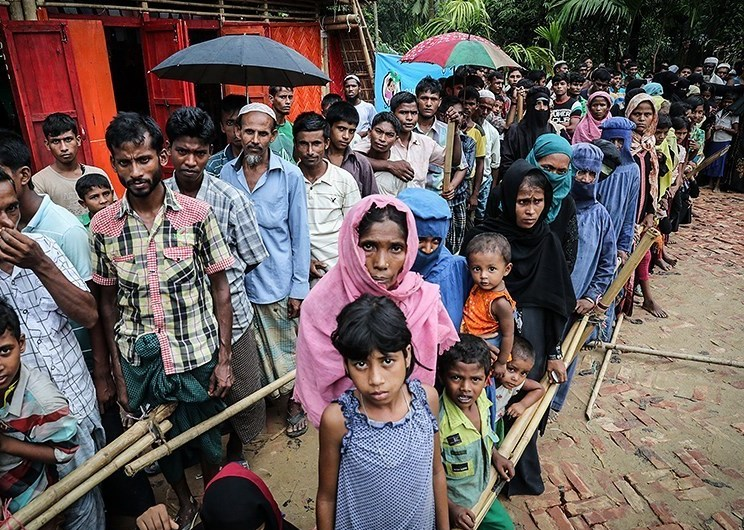
Рохінджа в таборі біженців Кутупалонг у Бангладеш, жовтень 2017 р.

Насильство спалахнуло на півночі штату Ракхайн 25 серпня 2017 року, коли бойовики напали на урядові сили. У відповідь сили безпеки за підтримки буддистської міліції розпочали «операцію з очищення», у результаті якої загинули щонайменше 1000 людей і змусили понад 500 000 осіб покинути свої домівки. Головний представник ООН з прав людини заявив 11 вересня, що реакція військових була «явно непропорційною» нападам повстанців, і попередив, що поводження М'янми з меншістю рохінджа є «хрестоматійним прикладом» етнічної чистки. Біженці розповідали про різанину в селах, де, за їх словами, солдати здійснювали набіги та спалювали їхні будинки. Супутниковий аналіз, проведений Human Rights Watch, показав докази пошкодження пожежами в міських районах, населених рохінджа, а також в ізольованих селах. За оцінками ООН від 7 вересня, загинуло 1 000 осіб. Міністр закордонних справ Бангладеш Ах Махмуд Алі заявив, що за неофіційними даними кількість загиблих становить близько 3 000 осіб. До 11 вересня понад 310 000 людей втекли до Бангладеш. Ті, хто дістався кордону, йшли пішки кілька днів, ховаючись у джунглях, перетинаючи гори і річки. Багато з них хворі, а дехто має кульові поранення. Гуманітарні організації попереджають про наростаючу гуманітарну кризу в переповнених прикордонних таборах, де закінчуються запаси води, їжі та медикаментів. Більшість біженців зараз живуть у створених таборах, імпровізованих поселеннях або в притулках у приймаючих громадах. Близько 50 000 перебувають у нових спонтанних поселеннях, що виникли вздовж кордону, де доступ до послуг особливо обмежений. Існують також побоювання щодо рохінджа, які опинилися в пастці в зонах конфлікту. 4 вересня ООН заявила, що її гуманітарні організації заблокували постачання життєво необхідних товарів, таких як їжа, вода і ліки, тисячам цивільних осіб у північній частині штату Ракхайн. У листопаді 2018 року міністр закордонних справ М'їнт Ту пояснив, що М'янма готова прийняти 2 000 біженців рохінджа з таборів Бангладеш протягом наступного місяця.

### Міжнародна реакція
Між Таїландом, Малайзією та Індонезією бракує співпраці щодо кризи рохінджа. Вважалося, що в травні 2015 року близько 8000 «людей на човнах» рохінджа застрягли в морі на хитких човнах, з невеликою кількістю їжі та антисанітарними умовами, і залишилися в підвішеному стані, оскільки країни відмовили човнам у причалі. Критики звинуватили уряди Південно-Східної Азії в тому, що вони грають у «людський настільний теніс», відмовляючи цим човнам біженців приземлитися, а замість цього штовхають їх назад у море в напрямку інших країн. Хоча в різні часи в минулому ці країни втечі приймали біженців рохінджа, більшість із них не підписали та не ратифікували Конвенцію про статус біженців (Конвенція про біженців 1951 року) та Конвенцію про статус осіб без громадянства, таким чином права народу рохінджа як біженців не можуть бути забезпечені.
Порушення прав людини продовжують відбуватися в Малайзії та Таїланді, майже без захисту з боку урядів двох країн. У цих країнах немає ефективних механізмів захисту біженців рохінджа. Натомість репресії щодо імміграції є звичайним явищем, і люди рохінджа часто депортуються з цих країн, натомість стаючи жертвами рабства. Через відсутність належних документів багато рохінджа покладаються на контрабандистів і торговців людьми, які допомагають їм втекти від переслідувань у М'янмі. Були повідомлення про те, що влада Таїланду та Малайзії має зв'язки та зв'язки з організованими групами торгівлі людьми, і в результаті більшість рохінджа продаються на кабальну працю та не отримують захисту як біженці.
У лютому 2009 року багатьом біженцям рохінджа допомогли моряки з Ачену в Малаккській протоці після 21 дня перебування в морі. Однак це не призвело до послідовної реакції з боку індонезійської влади, оскільки багатьох рохінджа досі не приймають на кордоні. Уряди цих країн, особливо Малайзії та Індонезії, дотримуються особливо жорсткого підходу до біженців, які прибувають човнами але більш м'яким підходом, якщо вони зареєстровані через УВКБ ООН і прибувають відповідним шляхом. За оцінками, на території Малайзії зараз проживає до 150 000 рохінджа.
5 квітня 2018 року, у рідкісному засудженні лідера сусідньої країни з Південно-Східної Азії, президент Філіппін Родріго Дутерте заявив місцевим медіа, що в М'янмі відбувається «геноцид» рохінджа, і сказав, що готовий надати притулок деяким біженцям, якщо Європа також дасть притулок деяким також. Пізніше він приніс публічні вибачення Аун Сан Су Чжі, заявивши, що його заява «була майже сатирою», і захистив її від критики з боку західних урядів і міжнародних груп, таких як ООН. У 2019 році One News повідомляло, що Філіппіни «історично голосували проти або висловлювали застереження щодо резолюцій ООН щодо порушень прав людини в М'янмі».
Рашедуззаман, професор міжнародних відносин Університету Дакки, сказав, що реформаторська адміністрація М'янми вважається демократичною; однак не було жодних ознак того, що її стратегія щодо рохінджа скоро покращиться. Дійсно, навіть опозиційний демократичний піонер Аун Сан Су Чжі, яку тримали під домашнім арештом майже 15 із 21 року з 1989 по 2010 рік, про це мовчить. Це означає, що гуманітарній кризі у питанні рохінджа, яку сьогодні бачить світ, може не бути кінця.
У серпні 2016 року колишнього генерального секретаря ООН Кофі Аннана запросили очолити комісію з питань порушень прав людини в Ракхайні.

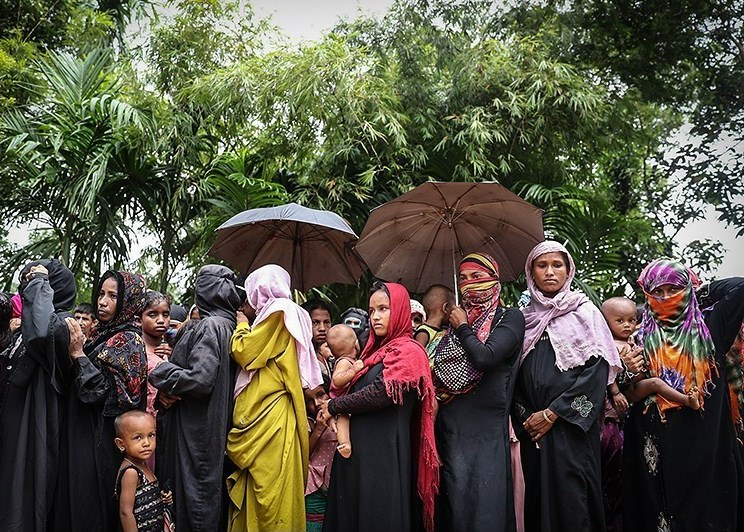
Біженці рохінджа в Бангладеш, жовтень 2017 р

3 лютого 2017 року офіс ООН з прав людини стверджував, що військові М'янми тривалий час брали участь у жорстоких зґвалтуваннях та кампанії етнічних чисток проти мусульман рохінджа країни. 6 лютого 2017 року речник Державного департаменту США заявив, що США «глибоко стурбовані» звинуваченнями ООН і закликав уряд М'янми серйозно поставитися до висновків, але вони також все ще вивчають, наскільки доповідь була точною, і не надходитимуть до будь-якого висновку. 8 лютого 2017 року Папа Франциск офіційно засудив поводження уряду М'янми з мусульманами рохінджа. Фонд Кофі Аннана також опублікував повний остаточний звіт Консультативної комісії щодо штату Ракхайн, який був прийнятий урядом М'янми в серпні 2017 року, вказуючи, що 10 % людей без громадянства у світі походять з Ракхайну.
28 вересня 2018 року Шейх Хасіна, тодішній прем'єр-міністр Бангладеш, виступила на 73-й Генеральній Асамблеї ООН. За її словами, зараз у Бангладеш перебуває 1,1 мільйона біженців рохінджа.
У серпні 2018 року Організація Об'єднаних Націй визнала переслідування рохінджа геноцидом та етнічною чисткою та закликала до арешту та судового переслідування високопоставлених генералів М'янми, відповідальних за злочини проти людства. Також було зроблено висновок, що уряд Аун Сан Су Чжі приховує злочини проти рохінджа та не запропонував їм захист.

## Галерея

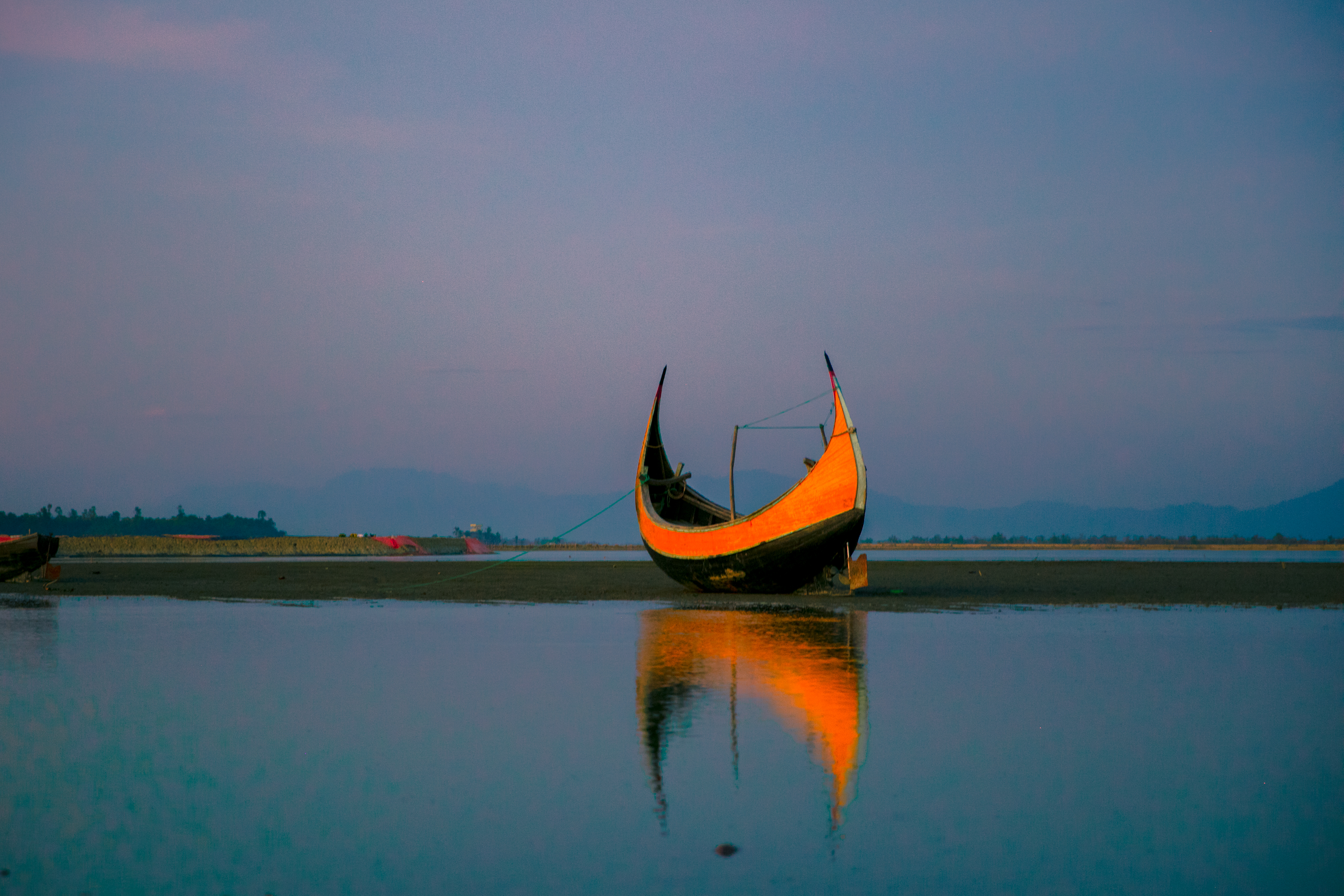
Рибальський човен на річці Нафф. Маршрут, яким тисячі зневірених рохінджа перетнули річку, щоб знайти притулок у Бангладеш.
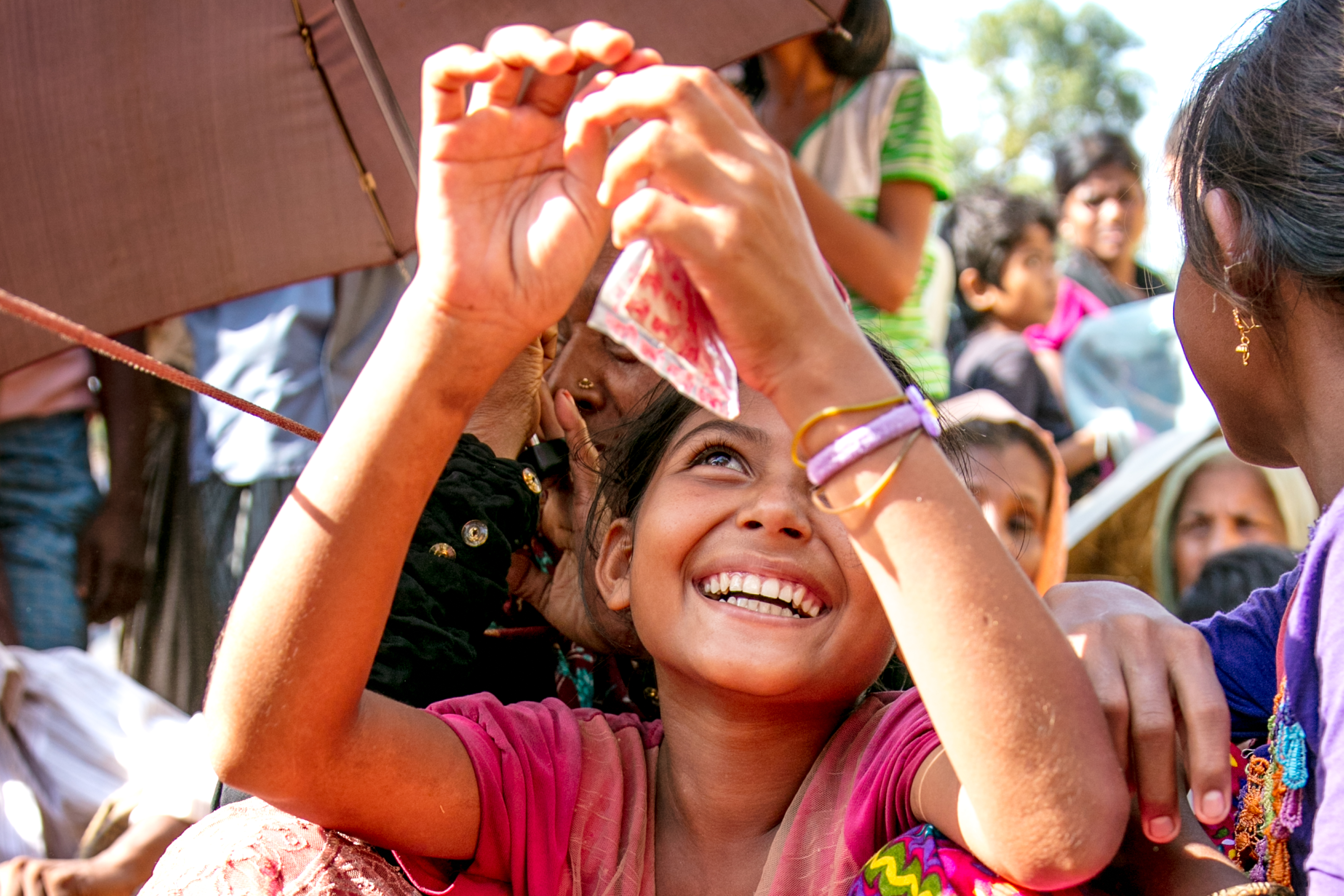
Вимушено переміщена дівчина рохінджа стояла в черзі та чекала з іншими сотнями, щоб зібрати їжу та припаси у тимчасовому таборі біженців Кутупалонг.
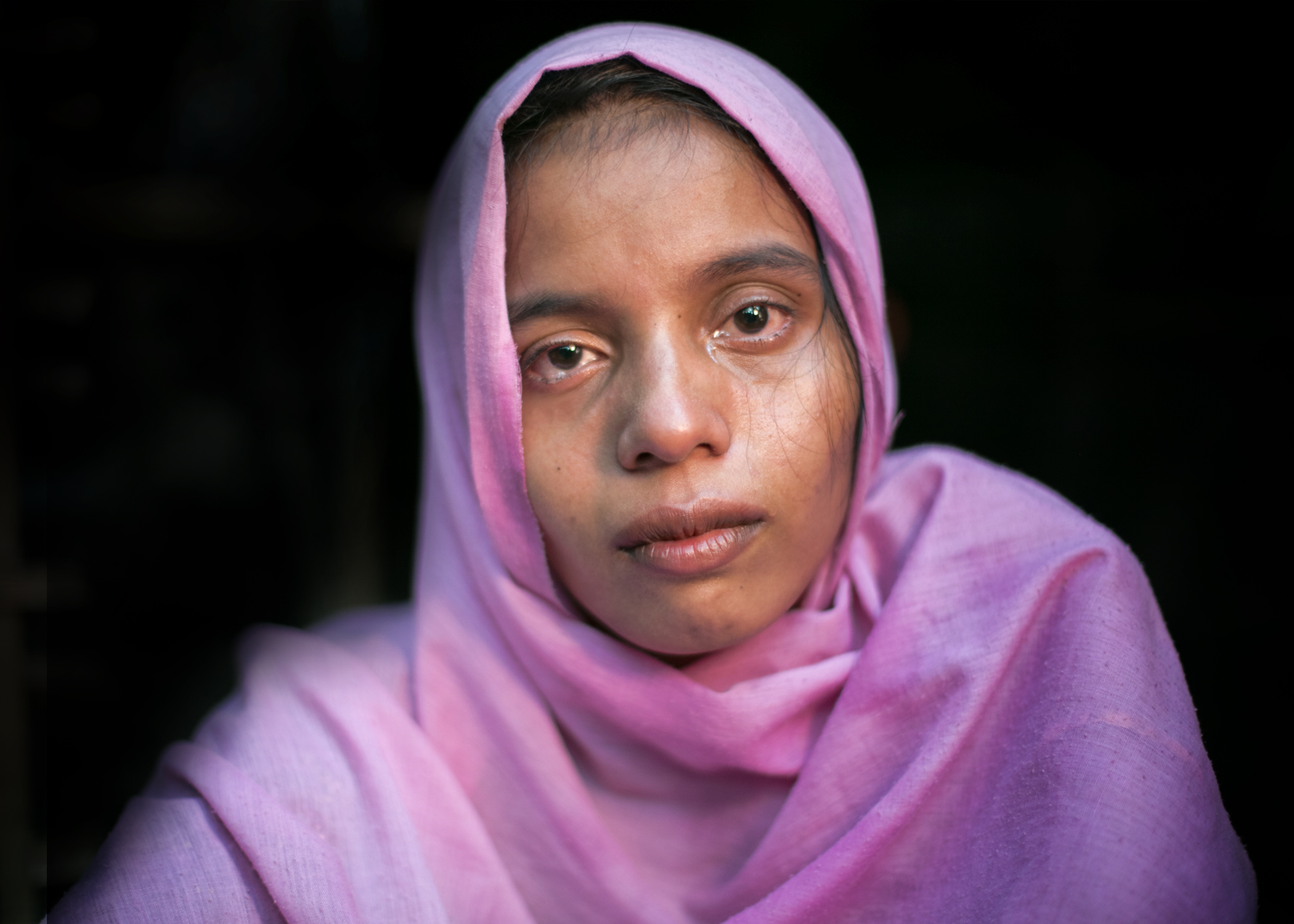
Хасіна (21) стала свідком убивства понад 50 сусідів армією М’янми, зазнала численних тортур і їй просто пощастило вижити.
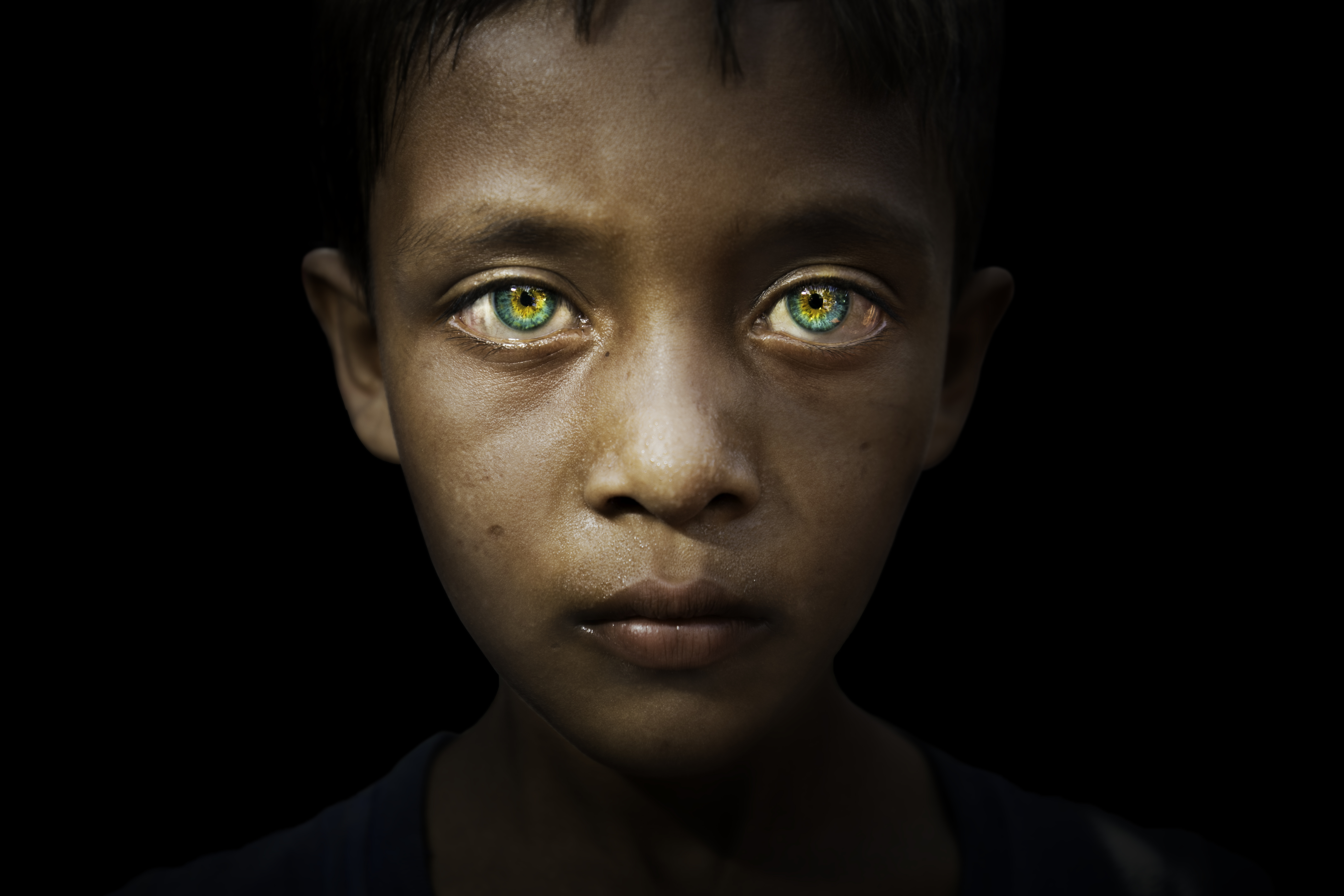
Його називають Калар у М'янмі та Рохінджа в Бангладеш. «Калар» – принизливий термін у М’янмі, який використовується для опису рохінджа.
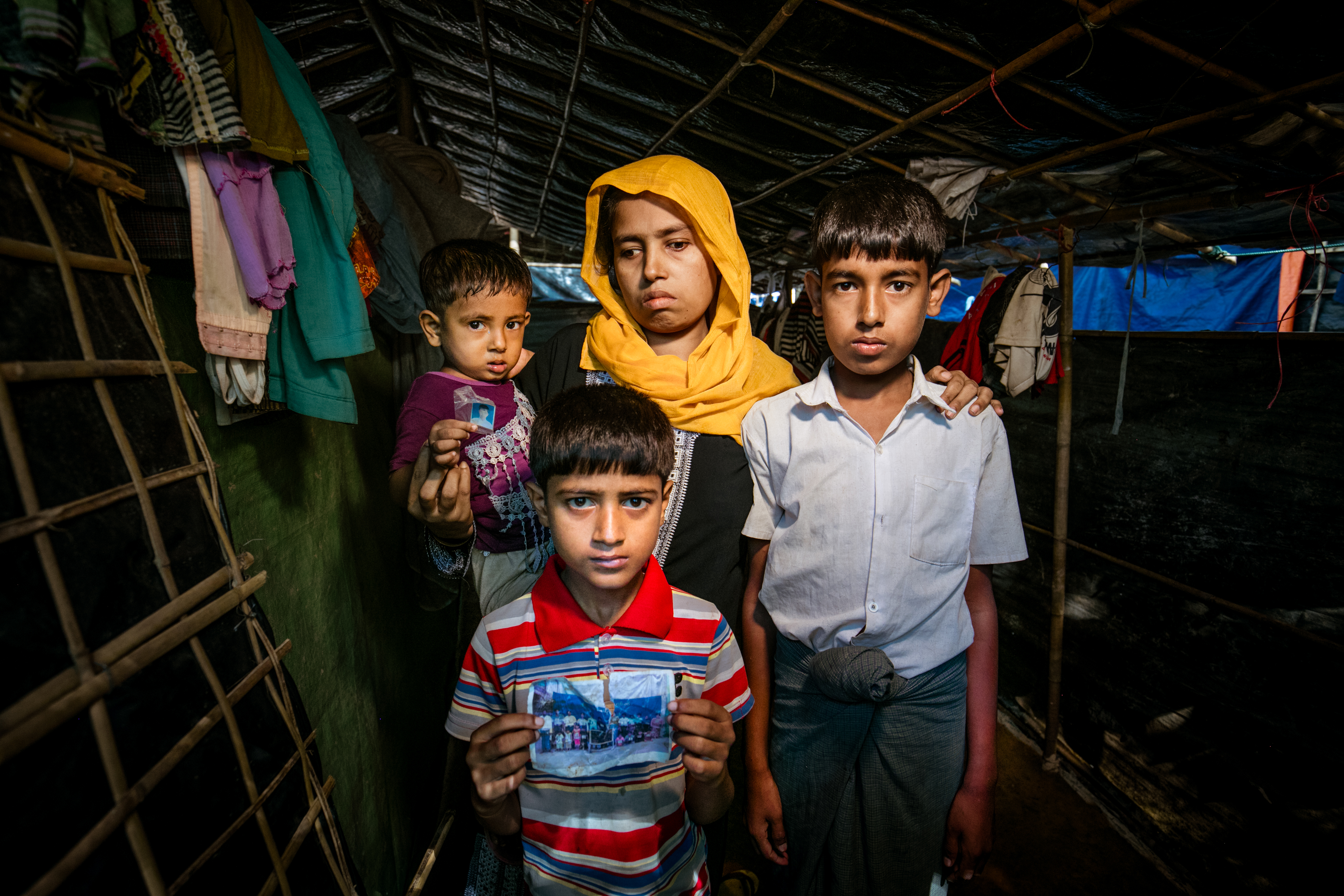
Мати рохінджа з трьома дітьми оплакує старшого сина.
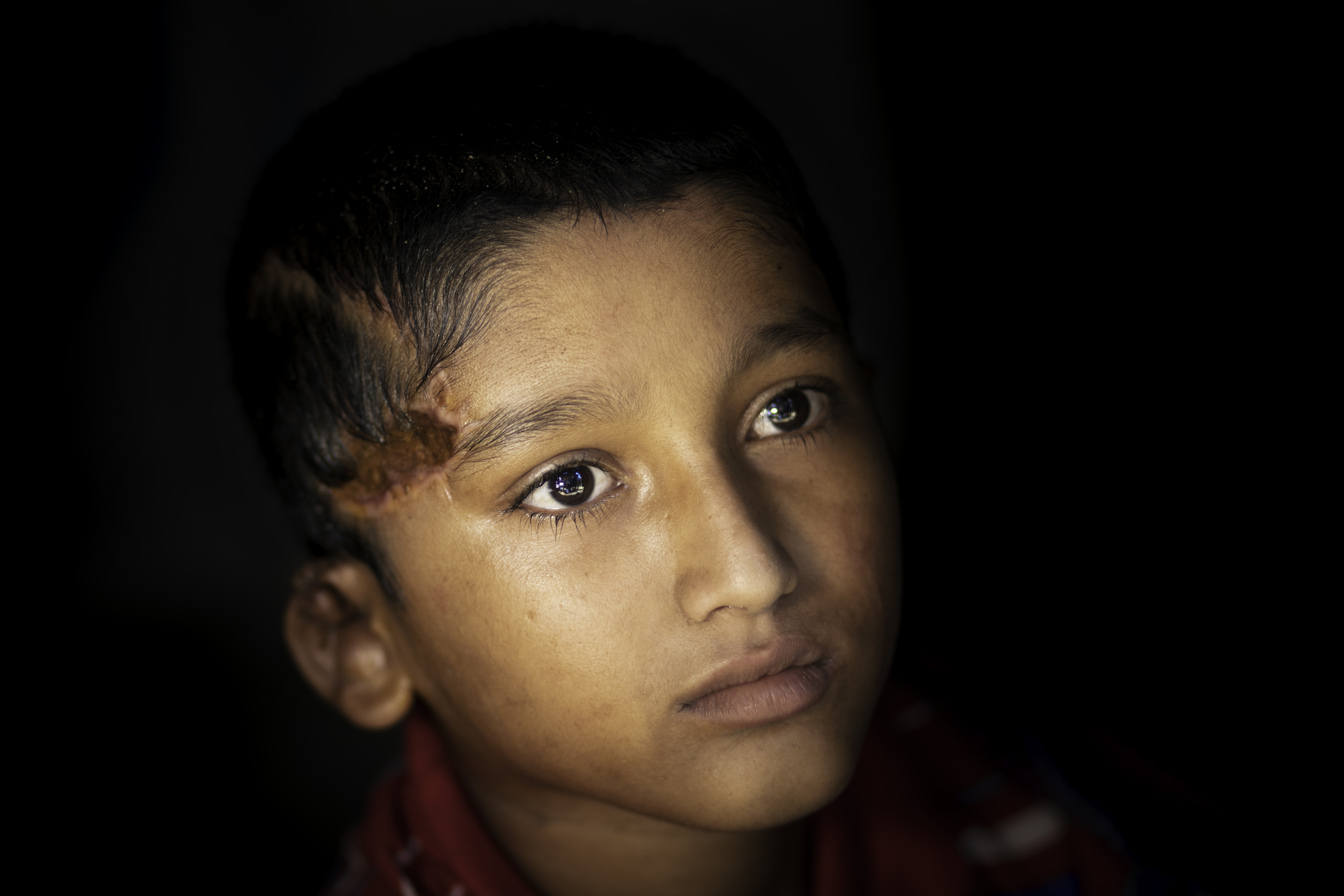
Десятирічний Ідріс втратив частину вуха через кулю і, на щастя, вижив. Через кілька місяців після інциденту він усе ще не міг стояти самостійно.